# Amomum lepicarpum
Amomum lepicarpum är en enhjärtbladig växtart som beskrevs av Henry Nicholas Ridley. Amomum lepicarpum ingår i släktet Amomum och familjen Zingiberaceae.
Artens utbredningsområde är Filippinerna. Inga underarter finns listade i Catalogue of Life.